# Pony Express
Pony Express byla kurýrní služba, která v letech 1860–61 přepravovala poštovní zásilky z východního pobřeží USA na pobřeží západní.

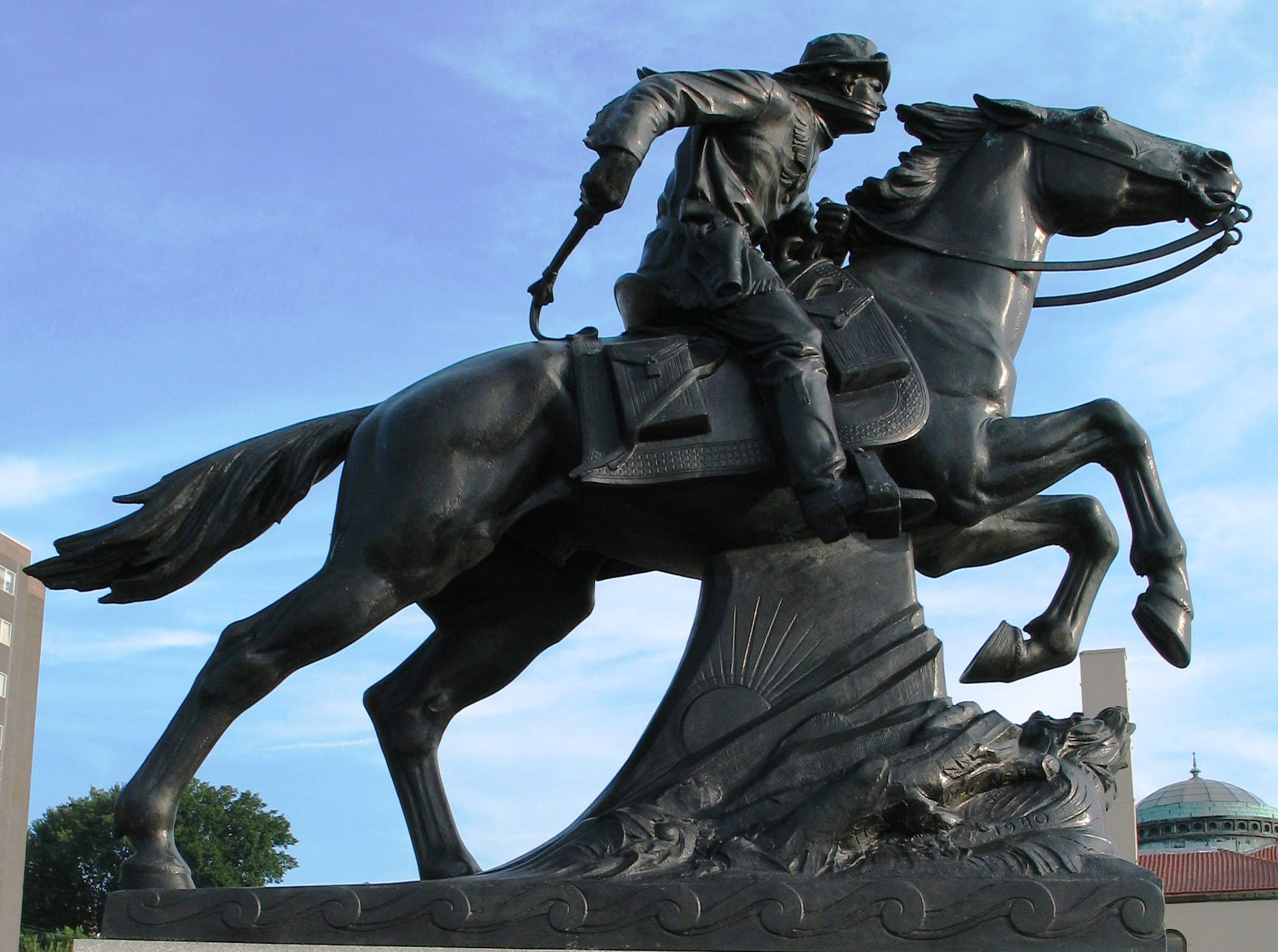
Pomník Pony Expressu v Saint Joseph

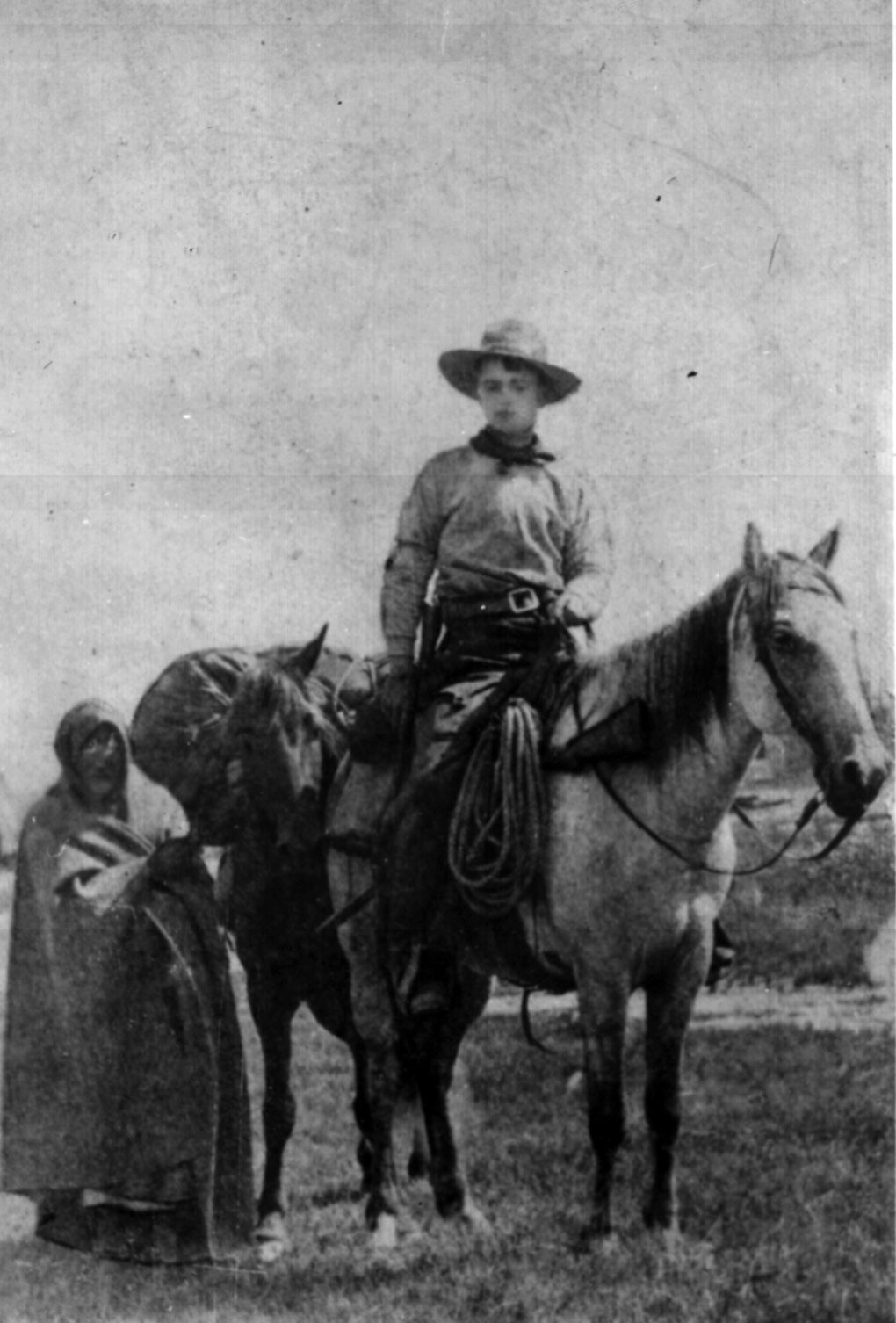
Frank E. Webner, jezdec Pony Express v roce 1861

## Historie

Zatímco v Evropě v 18. století vznikla zásluhou šlechtického rodu Thurn-Taxisů poštovní služba za pomoci dostavníků, v Americe bez silnic se vývoj odlišoval. V polovině 19. století přestala být města na východním pobřeží jedinou výspou civilizace v USA. Díky nálezům zlata v Kalifornii se začal prudce rozvíjet i americký Západ. Železniční spojení ještě neexistovalo a tak tím jediným, co obě pobřeží v té době spojovalo, byly poštovní linky. Největší a nejznámější z nich byla společnost Wells, Fargo & Co. Ale ani její dostavníky nedokázaly zásilku z východu na západ dostat dřív než za tři měsíce. Proto přišla společnost Russel, Major a Waddel s nápadem na zřízení expresní poštovní linky, která by dobu přepravy zásilky přes kontinent zkrátila na několik dní. Přeprava zásilek, kterou chtěli provozovat měla být především rychlá. Proto se rozhodli nikoliv pro dostavníky, ale osamělé jezdce na koních, kteří by dokázali překonat Spojené státy za mnohem kratší dobu. Nevýhodou bylo, že osamělý jezdec byl mnohem zranitelnější ze strany Indiánů či bílých banditů.
První jezdec (byl to buď William Richarson, nebo Johny Fry) vyrazil na trasu 8. dubna 1860 (některé zdroje uvádějí 3. dubna 1860). Začínalo se v Saint Joseph ve státě Missouri, dále linka vedla přes Kansas, Nebrasku, Colorado, Wyoming, Utah, Nevadu a končila v Sacramentu v Kalifornii. Samotní poslové byli vybaveni jídlem (suchary, špek) a polní lahví s pitím. Na svou obranu měli střelnou zbraň. Při školení jim ale bylo doporučeno nemíchat se do žádných sporů a pokud možno zmizet. Poštovní zásilky převáželi ve čtyřech kožených brašnách, tzv. mochillách, upevněných u sedla a naplněných asi 15 kilogramy zásilek. Jezdec měl za povinnost tryskem ujíždět k nejbližší stanici, vzdálené asi 20 km. Zde vyměnil koně a pokračoval v cestě.
Mnoho ze 190 základen Pony Expressu stálo o samotě, a tvořily proto ideální cíle indiánských útoků. Měly někdy jen dva zaměstnance, udržující v neustálé pohotovosti dva čerstvé koně. Během minuty si tak mohl jezdec vyměnit zvlášť konstruované, velmi lehké sedlo a pokračovat v cestě. Štafeta jezdců dokázala urazit trasu za dvanáct, později za devět dnů.
Zakladatelé Pony Expressu doufali ve státní podporu, neboť celá linka byla silně ztrátová. Podpora však nepřišla. Tím hlavním, co Pony Express drželo nad vodou, bylo rychlé dodávání čerstvých zpráv pro noviny na obou pobřežích USA. Tomu ale učinilo konec dokončení výstavby transkontinentálního telegrafu 24. října 1861. Pony Express ukončil svou činnost dva dny poté dne 26. října 1861.

## Statistické údaje
- celá trasa měřila 3000 km
- na trase bylo 190 stanic s 500 koňmi na střídání
- vzdálenost mezi jednotlivými stanicemi byla v průměru kolem 20 km
- průměrný věk jezdců byl 18 let
- týdenní plat činil 25 dolarů (dvojnásobek průměrného dělnického platu)
- průměrná rychlost jezdce činila 20 km/h
- jezdec na svém úseku vystřídal asi 10 koní
- výměna koně trvala asi minutu
- traťový rekord: Robert Halsam projel celou trasu za 7 dní a 17 hodin
- linka fungovala 18 měsíců
- jezdci uskutečnili 305 jízd v obou směrech
- poštovné činilo 5 dolarů za zásilku do půl unce, za každou půlunci byl příplatek 1 dolar
- za dobu své existence Pony Express doručil 34 753 zásilek

## Zajímavosti
- Jezdci skládali při přijetí do Pony Expressu tuto přísahu: Nebudu klít, nebudu požívat opojné nápoje, nebudu vyhledávat hádky a spory, budu jednat čestně a svěřený úsek zdolám i za cenu života ve stanoveném čase. K tomu mi dopomáhej Bůh.
- Nejslavnějším jezdcem Pony Expressu byl William Frederic Cody zvaný Buffalo Bill, který začal na lince jezdit už ve svých patnácti letech.
- Mnozí z jezdců se přihlásili na proslulý inzerát: Nabízíme zaměstnání - mladým, hubeným, šlachovitým mužům do osmnácti let. Musí být zdatní jezdci, odhodlaní denně podstupovat riziko smrti. Sirotci mají přednost. Mzda 25 dolarů týdně.
- Pony Express si i přes krátkou dobu své existence získal nesmrtelnou slávu, na níž se později přiživovali i slavní pistolníci, ačkoli nikdy žádnou poštu nevezli.